# Papa Silvestro II
Silvestro II, nato Gerberto di Aurillac e conosciuto anche come Gerberto da Reims (Alvernia, 940-950 circa – Roma, 12 maggio 1003), è stato il 139º papa della Chiesa cattolica dal 999 fino alla sua morte, il primo di nazionalità francese.
Nato in Alvernia, Gerberto di Aurillac fu un prolifico studioso: entrò in contatto e investigò la cultura araba, introducendone in Europa le conoscenze di aritmetica e astronomia, dimostrando una grande versatilità sia nelle scienze applicate, sia in quelle teorico-filosofiche. Si fece conoscere da papi e imperatori per la sua cultura, insegnando e raggiungendo i più alti vertici ecclesiastici a Reims (il cui arcivescovado fu però contestato canonicamente), a Ravenna, e poi a Roma quale papa, col nome di Silvestro II.
Guida ed educatore del giovane imperatore Ottone III, cercò insieme a lui di restaurare l'ordine politico e religioso nell'Europa del Saeculum obscurum, idealizzando una renovatio imperii. Il suo pontificato, per quanto breve, fu estremamente attivo dal punto di vista missionario, nelle disposizioni canoniche relative alla morale religiosa e nella difesa della cristianità in generale. Fu riabilitato da Cesare Baronio nei suoi Annales Ecclesiastici, permettendo agli studiosi e al clero di scoprire l'alto valore intellettuale e politico di cui si fece portavoce.

## Biografia

### Giovinezza

#### Le umili origini e la prima istruzione
Gerberto, figlio di Agilberto secondo una lezione del Liber Pontificalis, nacque in una famiglia umile attorno al 940/950 nell'attuale regione francese dell'Alvernia, allora parte del Ducato d'Aquitania. A tredici anni, Gerberto entrò nel monastero benedettino di San Geraldo di Aurillac in qualità di oblato, e fu allevato e istruito nelle arti liberali: la conoscenza della grammatica, della retorica, degli antichi classici (in special modo dell'Ars Donati), impartiti dal maestro Raimondo di Lavaur, resero il giovane Gerberto dotato di una cultura assai avanzata. Il periodo nell'abbazia fu molto importante per Gerberto non solo per l'istruzione che vi ricevette, ma anche per le persone che conobbe: restò legato agli abati Geraldo e Raimondo da vincoli di stretta amicizia, come dimostrano varie lettere che scrisse loro. Qui, inoltre, il giovane fu ordinato monaco benedettino.

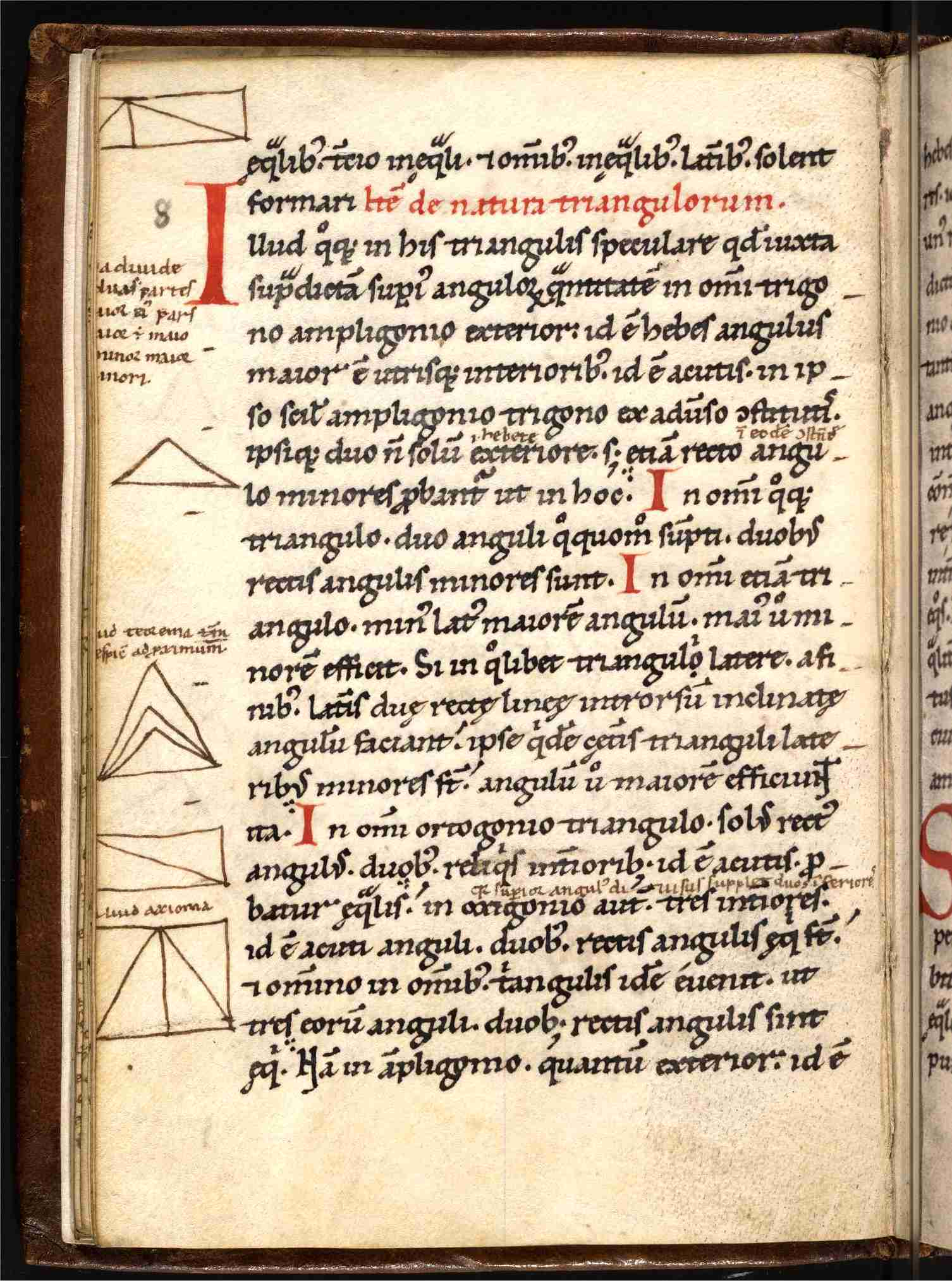
Gerberto d'Aurillac, De geometria, fol 12v, Baviera, copia manoscritto del XII secolo. Le conoscenze di Gerberto gli facilitarono la carriera ecclesiastica e la stima di pontefici e imperatori.

#### Il soggiorno in Spagna e la cultura araba
Nel 967 il duca Borrell II di Barcellona, potente feudatario ispanico cristiano, visitò il monastero e chiese all'abate di portare con sé Gerberto, che già allora mostrava grande attitudine agli studi. L'abate Geraldo e i suoi confratelli acconsentirono alla richiesta di Borrell il quale, a sua volta, portò il giovane in Catalogna (in mani cristiane), ove a sua volta raccomandò Gerberto a Hatto, il vescovo di Vic, perché vi studiasse anche la matematica. Negli anni seguenti Gerberto studiò nella città di Barcellona ove entrò così in contatto col mondo islamico, data anche la prossimità al confine con la Spagna islamica. In questa città così fervida culturalmente, Gerberto conobbe il canonico della cattedrale Sunifred Lobet, autore del trattato De astrologia; sempre in Catalogna, inoltre, si trovava l'abbazia di Santa Maria di Ripoll, contenente codici di Boezio, di Isidoro di Siviglia, di trattati musicali, e opere di autori classici latini e greci. Insomma, nel giro di pochissimo tempo, il giovane Gerberto divenne un prodigio di conoscenza e di scienza, fattori che dopo la sua morte, nel corso del Basso Medioevo, favoriranno la nascita del mito secondo cui Gerberto fosse un mago o al servizio del demonio.

### Protetto papale

#### A Roma da Giovanni XIII
La svolta, nella vita di Gerberto, giunse nel 970, allorché il conte Borrell e il vescovo Hatto compirono un pellegrinaggio a Roma, portando il giovane con loro. Scopo della missione era in realtà soprattutto politico: Borrell e Hatto non desideravano che la diocesi di Vic divenisse suffraganea di quella di Narbona, e per questo si recarono da papa Giovanni XIII (965-972) per scongiurare che ciò avvenisse. Se la missione politica finì in modo fallimentare (Borrell ritornò in Catalogna deluso, mentre Hatto fu assassinato), la conoscenza di Gerberto col papa e l'imperatore Ottone I fu invece determinante. Richerio di Reims racconta, infatti:

### La protezione di Ottone II e di Adalberone di Reims

#### Docente della scuola cattedrale di Reims
Ottone impiegò, pertanto, Gerberto come cortigiano nella sua corte, destinandolo a tutore per il giovane figlio, il futuro Ottone II. Quest'incarico, però, terminò presto in quanto nel 972 il diciannovenne Ottone sposò la bizantina Teofano, lasciando libero Gerberto da impegni di corte. Pertanto, dopo aver sentito parlare della famosa scuola cattedrale di Reims da parte del logico Geranno, Gerberto chiese a Ottone I di andarvi a conoscere l'arcivescovo Adalberone, ottenendo il beneplacito imperiale. Adalberone ne rimase talmente impressionato che lo nominò scholasticus, cioè docente della scuola cattedrale: qui insegnò filosofia, usando i commenti di Boezio alle opere di Aristotele e di Cicerone, retorica e autori pagani (generalmente non ammessi nei monasteri) quali Terenzio, Virgilio, Orazio, Lucano, Stazio, Persio e Giovenale. Il suo incarico di insegnante a Reims, che manterrà fino alla morte di Adalberone avvenuta nel 989 (fuorché la permanenza a Bobbio dal 982 alla primavera del 984 e alcuni viaggi in Italia e in Germania), permise a Gerberto, nel frattempo sostenuto dal nuovo imperatore di Germania Ottone II (973-983), di farsi conoscere a livello internazionale per la sua erudizione e conoscenza, specialmente dopo la disputa filosofica con Otrico, "scholasticus" di Magdeburgo, avvenuta a Ravenna nel Natale del 980 e annotata dal fedele discepolo Richerio. Tra i suoi allievi furono: Gerardo, poi vescovo di Cambrai; Leuterico, poi arcivescovo di Sens; Bruno, poi vescovo di Langres; Roberto, poi re di Francia.

#### Abate di Bobbio

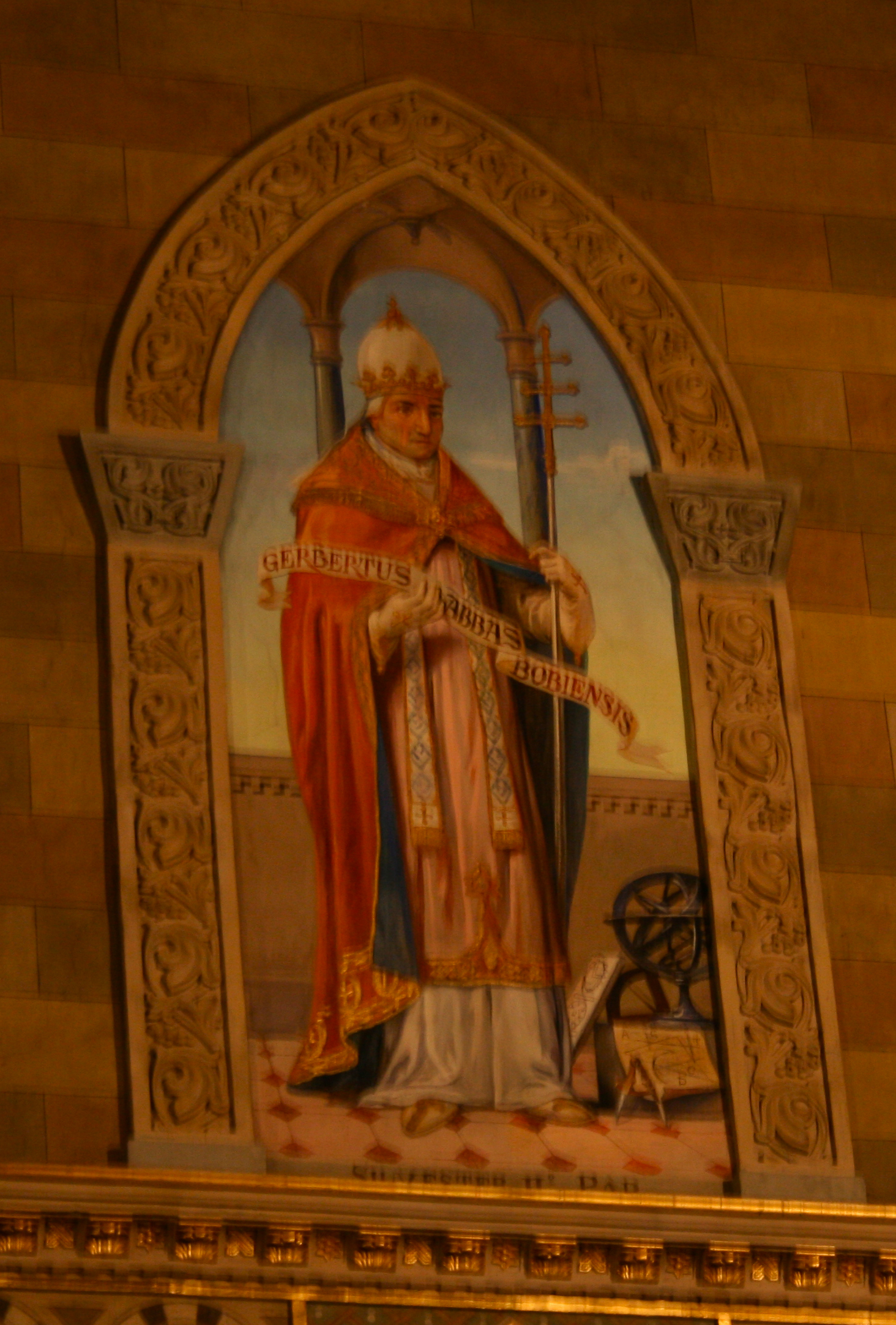
L'affresco di Gerberto d'Aurillac nel Duomo di Bobbio con l'astrolabio sferico da lui perfezionato e il suo codice De geometria

Dopo dieci anni di servizio a Reims, Gerberto fu nominato da Ottone II abate dei monaci colombaniani di Bobbio e conte di quel distretto; il prestigio culturale e morale dell'abbazia era all'epoca altissimo, e il suo scriptorium uno scrigno di conoscenze. Qui Gerberto poté consultare tra gli altri quello che oggi è noto come Codex Arcerianus (VI-VII secolo), contenente frammenti in latino di autori romani e greci e di cui si servì, insieme con il De arte arithmetica di Boezio, per la stesura - tra il 981 e il 983 - del suo De geometria. I precedenti abati e vescovi commendatari avevano perso di autorità nei confronti dei vassalli, che spesso non rispettavano gli impegni derivanti dalla locazione delle terre dell'abbazia; a questo si aggiunga che Pietro Petroaldo, l'abate che precedette Gerberto, riservava per sé una parte degli introiti dell'abbazia, sicché essa si trovava in gravi difficoltà economiche. Al suo arrivo, Gerberto trovò inoltre un clero eccessivamente rilassato, che non si dedicava più alla coltivazione delle terre e non obbediva a Petroaldo: tentò allora, senza gran successo, di vincere le resistenze interne e ricostituirne l'autorità, contando soprattutto sull'appoggio di Ottone, ma per via dei suoi modi rigorosi e poco concilianti, finì per crearsi vari nemici, tra cui l'imperatrice Adelaide e il vescovo di Pavia Pietro, il futuro papa Giovanni XIV. Con la morte di Ottone (avvenuta il 7 dicembre 983), i monaci si ribellarono a Gerberto, che allora preferì fare ritorno a Reims, conservando il titolo, ma lasciando la gestione a Petroaldo; rimase abate commendatario di Bobbio fino al 999, quando, da papa, nominò definitivamente Petroaldo abate ed elevò la cittadina, in accordo con l'imperatore, a Città e Contea Vescovile.

#### La morte di Ottone II e i torbidi politici
Lasciata Bobbio nella primavera del 984, Gerberto trovò rifugio e accoglienza a Pavia, presso la madre di Ottone II, Adelaide di Borgogna, e la giovane vedova Teofano, nominata reggente in nome del figlioletto di tre anni Ottone III. Non sentendosi ancora al sicuro, Gerberto decise di ritornare a Reims dall'ormai anziano arcivescovo Adalberone, ove continuò la sua attività didattica ed eruditica da un lato, e la politica a favore della dinastia sassone e del pretendente al trono di Francia, Ugo Capeto, dall'altro. Proprio per il supporto all'imperatore, Adalberone fu accusato a più riprese di tradimento verso la Francia, e in particolare verso il re Lotario. Gerberto scrisse alcune lettere in difesa di Adalberone, che però non furono sufficienti poiché si decise di processare l'arcivescovo; questi riuscì a evitare il processo per via della morte di Lotario (marzo 986). Il nuovo re, il figlio di Lotario Luigi V, si mostrò ancora più ostile, definendo Adalberone un nemico dei Franchi e «il più colpevole degli uomini sulla terra». L'arcivescovo doveva decidere se giurare fedeltà a Luigi o lasciare la Francia, ma l'improvvisa morte del re (987) modificò lo scenario, poiché Luigi non aveva figli e con lui terminò definitivamente la discendenza carolingia in Francia.
Gerberto si adoperò inoltre, su richiesta di Adelaide, per garantire il supporto ecclesiastico a Ottone III e impedire che Enrico II ottenesse il controllo della Germania occidentale e della Lorena, riuscendo a portare dalla parte di Ottone vari vescovi tedeschi e franchi, tra cui Villigiso di Magonza, Teodorico di Metz e Notger di Liegi.

### La lotta per l'arcivescovado di Reims (991-996)

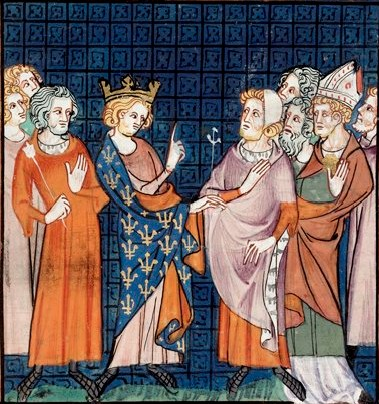
Arnolfo di Reims al Concilio del 991, codice miniato del XIV secolo tratto dalle Chroniques de France ou de St Denis, BL Royal 16 G VI, f. 258. Si possono riconoscere Ugo Capeto per la corona e il mantello con il giglio di Francia, e l'arcivescovo per la mitria.

#### I contrasti con Ugo Capeto e l'elezione di Arnolfo
Nonostante Gerberto e Adalberone avessero sostenuto Ugo Capeto, che fu incoronato da Adalberone stesso quale re di Francia il 3 luglio del 987, i rapporti tra l'arcivescovo di Reims e il novello sovrano si guastarono allorché il monarca fece consacrare anche il figlio, Roberto il Pio (e allievo anni prima di Gerberto), dalle mani del vescovo d'Orléans. Adalberone, difatti, considerava una prerogativa dell'arcivescovo di Reims consacrare i sovrani di Francia. La disputa tra i due durò per poco più di un anno, in quanto Adalberone morì il 23 gennaio 989. Gerberto era un candidato naturale alla successione, ma Ugo, viste le simpatie del defunto Adalberone e di Gerberto per il carolingio Carlo di Lorena, nominò Arnolfo, figlio illegittimo di Lotario e nipote di Carlo di Lorena, quale nuovo arcivescovo di Reims. Nel settembre dello stesso anno, Arnolfo permise a Carlo di entrare a Reims e qui fece prigionieri membri del clero e della nobiltà, tra cui Bruno di Roucy, vescovo di Langres, e lo stesso Gerberto, quindi permise ai suoi soldati di saccheggiare la città; Arnolfo, per mascherare la complicità con Carlo, accettò di essere portato in cattività a Laon. Nel maggio 990 Gerberto riuscì a fuggire a Senlis, dove il re Ugo, con il quale si era nel frattempo riconciliato, aveva convocato un sinodo: appresa la notizia del tradimento di Arnolfo, i vescovi riuniti scomunicarono i responsabili della presa di Reims.

#### L'elezione di Gerberto e l'opposizione di Roma
Arnolfo, per i suoi legami di parentela con Carlo e per sospetto tradimento nei confronti del re, fu deposto, senza attendere la risposta di papa Giovanni XV, nel 991 dai vescovi francesi riuniti al concilio di San Basilio di Verzy, nei pressi di Reims, e Gerberto venne allora eletto come suo successore il 17 luglio dello stesso anno; inizialmente rifiutò la nomina, sia per umiltà sia forse conscio delle difficoltà che avrebbe comportato, ma poi decise di accettarla. Il papa, che aveva inviato il pallio nel 991 ad Arnolfo come segno del riconoscimento canonico da parte di Roma, protestò vivacemente contro la nomina di Gerberto. Sostenuto da Ugo e dall'episcopato francese, che riunito in sinodo a Chelles aveva dichiarato nulle le proteste del papa, Gerberto cercò di resistere alle pressioni romane e pubblicò gli atti del concilio che nel 991 aveva deposto Arnolfo, ma un ulteriore sinodo nel 995 tenutosi a Mouzon, sotto la presidenza di Leone, abate della Basilica dei Santi Bonifacio e Alessio di Roma, quale rappresentante del pontefice, dichiarò non valida la deposizione di Arnolfo e fu lanciata la scomunica contro Gerberto.

#### La vittoria di Arnolfo
Gerberto protestò e continuò a svolgere i suoi compiti di arcivescovo, ma Gregorio V, cugino del giovane imperatore Ottone III e successore di Giovanni XV nel 996, ribadì che Gerberto era un impostore nella sede di Arnolfo, vescovo legittimo di Reims; anche il viaggio che Gerberto fece a Roma presso il papa non servì a ristabilire la sua posizione, anzi le condanne furono rinnovate in un sinodo tenuto a Pavia nel 997. Alla fine, quando Gerberto perse il favore anche del nuovo re di Francia e suo ex scolaro, Roberto II, per il suo concubinaggio con Berta di Borgogna, decise di abdicare alle sue pretese vescovili nel 997, mettendosi sotto la protezione dell'imperatore Ottone III, di cui divenne il precettore e da cui ricevette un terreno a Sasbach, un piccolo paese vicino a Strasburgo.

### Il riscatto di Gerberto

#### Precettore di Ottone III

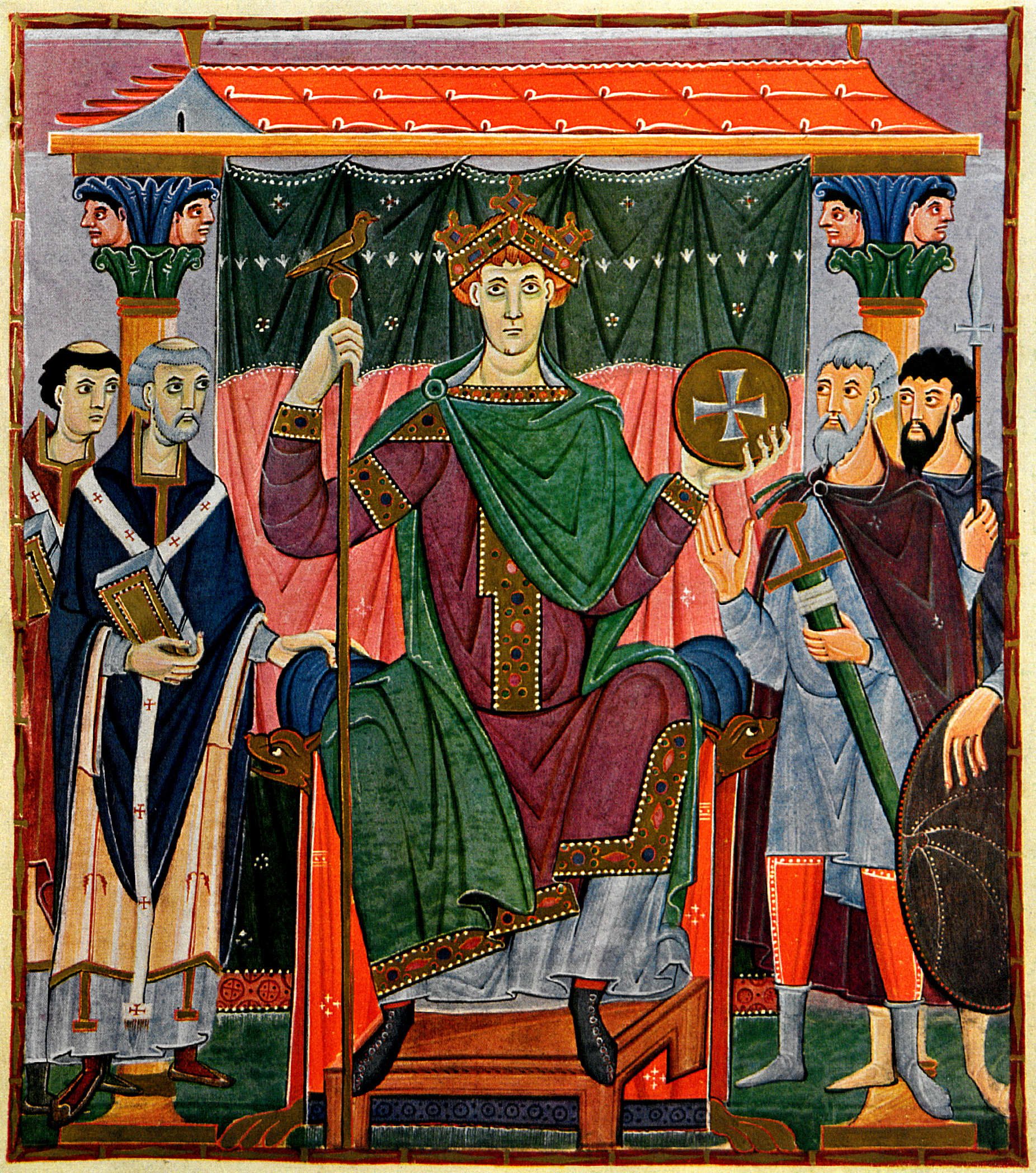
Maestro della scuola di Reichenau, Ottone III e la sua corte, dall'Evangeliario di Ottone III, codice miniato su pergamena datato intorno al 1000 e conservato alla Bayerische Staatsbibliothek, a Monaco di Baviera

Ottone, figlio di Teofano e di Ottone II, era un giovane di sedici anni circa quando incontrò il suo vecchio maestro Gerberto a Magdeburgo. Ragazzo intelligente e nel contempo ambizioso, aveva ereditato quel gusto per la cultura e la concezione del potere dalla madre bizantina, cosa che lo rendeva un monarca assai più raffinato del nonno e del padre. Infatti, Ottone coltivava l'intenzione di restaurare l'antico Impero romano d'Occidente, adottando stili di vita lontani da quelli germanici, e Gerberto, con la sua sapienza politica e intellettuale, era l'uomo giusto per affiancarlo in questo suo sogno. Grazie poi all'amicizia con il colto Adalberto vescovo di Praga, membro importante della corte, Gerberto rafforzò la sua posizione al fianco dell'imperatore, ottenendo così una sua rivincita politica. Contemporaneamente, Gerberto si sottomise alle decisioni pontificie riguardo al caso di Reims, rientrando nel seno della Chiesa.

#### Arcivescovo di Ravenna e il presunto cardinalato
Grazie alla perfetta concordia che regnava tra Ottone e il suo maestro e consigliere Gerberto, lo stesso papa Gregorio V, che aveva tacciato Gerberto come arcivescovo illegittimo di Reims, lo nominò arcivescovo di Ravenna nell'aprile del 998, ricevendone il pallio il 28 aprile stesso. Quale arcivescovo di Ravenna, Gerberto rimase in carica meno di due anni, ma in questo breve periodo dimostrò energia e forza d'animo per rimettere in ordine la situazione del clero secolare e regolare locale, che versava in pessime condizioni. Inoltre, come confermato da una lettera inviatagli da Gregorio V, l'arcivescovado di Ravenna non solo si rivide confermati tutti i possedimenti confermati a Giovanni da Besate (predecessore di Gerberto), ma anche l'aggiunta di Comacchio e del monastero di San Tommaso ed Eufemia martiri, i cui beni si estendevano nel riminese, nel pesarese (Pisaurensis comitatum) e a San Leo (Monteferetrano). Infine, oltre a vari castelli, il pontefice «confirmamus etiam tibi tuaeque Ecclesiae in perpetuum donamus Caesenam, cum omnibus inibi pertinentibus...», cioè confermiamo anche a te e alla tua Chiesa doniamo in eterno Cesena, con tutte le realtà a essa connesse. Sotto Gerberto, il potere dell'arcivescovo di Ravenna si estese notevolmente. Infine, Lorenzo Cardella, sul finire del XVIII secolo, sostenne che Gerberto fu insignito anche della dignità cardinalizia ma l'Annuaire Pontifical Catholique del 1901 nega che egli fosse stato insignito di tale onore.

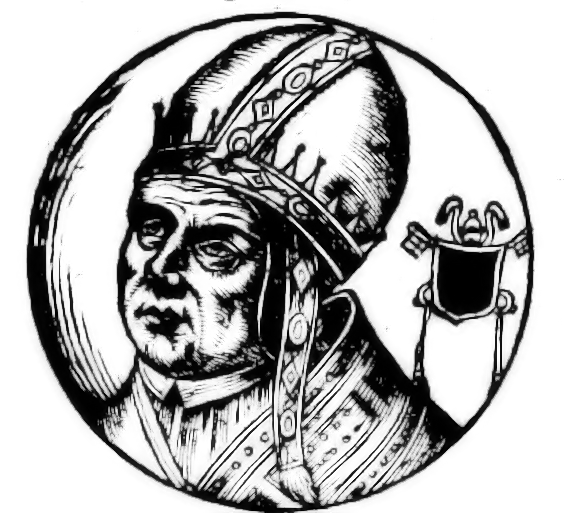
Papa Silvestro II, disegno tratto da Bartolomeo Sacchi detto il Platina, Vite De' Pontefici, a cura di Onofrio Panvinio, per i tipografi Turrini, e Brigonci, Venezia 1663

### Il Pontificato (999-1003)

#### L'elezione e il programma del pontificato
L'imperatore Ottone III, che era già presente in Italia al momento dell'improvvisa scomparsa del cugino Gregorio V in una data imprecisata tra il febbraio e il marzo del 999, scelse come successore di Gregorio proprio l'arcivescovo di Ravenna Gerberto, il quale fu intronizzato il 2 aprile di quell'anno. Gerberto prese il significativo quanto inconsueto nome di Silvestro II, scelta dovuta a un'esigenza fondamentale: affermare il proprio legame con l'imperatore Ottone III, il quale riteneva sé stesso un secondo Costantino. Così, di riflesso, Gerberto prese il nome del pontefice Silvestro I che, vissuto al tempo di Costantino, secondo la leggenda tramandata dagli Actus Silvestri, lo avrebbe guarito dalla lebbra e convertito al cristianesimo. Divenuto pontefice, Gerberto fu collaboratore attivo della Renovatio Imperii, in cui papa e imperatore avrebbero governato armonicamente il mondo direttamente da Roma:
(Oldoni)

#### L'azione di papa Silvestro al fianco di Ottone III

##### Governo di Roma
La sinergia tra imperatore e papa non si trasformò, al momento del trasferimento della corte imperiale sull'Aventino, in un rapporto di sudditanza: i due poteri universali del Medioevo si dovevano spartire i rispettivi campi di influenza, ove l'imperatore doveva governare il mondo e proteggere la Chiesa; il papa far sì che i popoli si avviassero verso la salvezza promessa da Cristo, il tutto in un clima di pace. Di conseguenza, nei primi tempi, il governo di Roma fu in mano all'imperatore tedesco, il quale si atteggiò a novello imperatore romano sul modello tardo-antico. Solamente verso la fine del pontificato di Silvestro la morte prematura di Ottone determinò la fine del sogno vagheggiato da papa e imperatore.

##### Governo della Chiesa

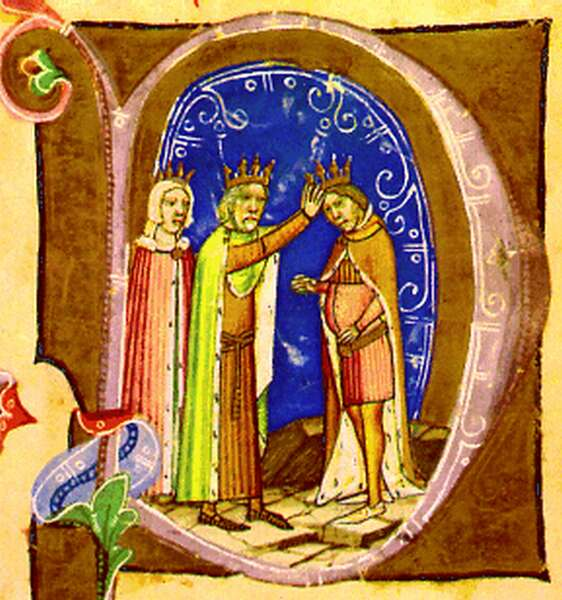
Incoronazione di Stefano quale re d'Ungheria, particolare estratto da codice miniato del XIV secolo (il Chronicon de Gestis Hungarorum o Chronica Picta)

Subito dopo essere stato eletto, Silvestro iniziò un pontificato estremamente attivo, sulla scia delle iniziative già patrocinate dal predecessore Gregorio V. Innanzitutto, confermò il suo ex rivale Arnolfo nella carica di arcivescovo di Reims, ponendo fine alle diatribe che avevano scosso la sua esistenza negli anni addietro.
Intuì la grande importanza della cristianizzazione delle terre slave, in particolare della Polonia e dell'Ungheria, che stavano crescendo di importanza a est del regno tedesco, sostenendo l'istituzione di nuove Chiese nazionali. Nella futura Polonia, grazie alla collaborazione con Ottone III, fondò l'arcidiocesi di Gniezno, dalla quale si irradiò la cultura cristiano-romana in tutta l'area; in Ungheria, invece, concesse, attraverso il legato magiaro Astarico, la corona reale d'Ungheria al duca Stefano del casato degli Arpád (che s'era convertito al cristianesimo l'anno precedente) costituendo così il Regno d'Ungheria (anno 1001). In Ungheria, inoltre, creò la sede metropolitana di Strigonio-Budapest.
Si adoperò inoltre per favorire e accrescere l'unità all'interno della Chiesa: promosse sinodi locali, grazie ai quali riteneva si potessero trovare più facilmente le soluzioni a problematiche ecclesiali; ricompose vecchie questioni, grazie alla conferma di Arnolfo a Reims; cercò di appianare la disputa in corso tra Villigiso arcivescovo di Magonza e Bernoardo vescovo di Hildesheim sulla giurisdizione dell'abbazia di Gandersheim; sospese il vescovo Giselher di Magdeburgo, che, dopo essere diventato arcivescovo di Magdeburgo, aveva indebitamente diviso la diocesi di Merseburgo, sua precedente sede, tra altre due diocesi ed era accusato di essere a capo di due diocesi; sostenne sia le autorità civili sia religiose della Catalogna nell'attività di espansione del cristianesimo.
Ultimo elemento di fondamentale importanza, fu il patrocinio che il papa continuò ad assicurare alla Riforma cluniacense, combattendo il nicolaismo, la simonia e gli abusi degli ecclesiastici. Tra i provvedimenti liturgici, ci fu un incremento dei canti sacri durante la liturgia in onore degli angeli e dello Spirito Santo e (ma non è certo) Silvestro II avrebbe reso obbligatoria la commemorazione dei defunti a tutta la Chiesa.
Infine, alcuni storici attestano che Silvestro fu il primo pontefice a ideare il lancio di una sorta di crociata ante litteram per liberare Gerusalemme o quantomeno per proteggere i pellegrini in Terrasanta ed evitar loro esazioni e soprusi da parte dei musulmani. Nella Patrologia Latina curata da Jacques Paul Migne, però, tale lettera (Ep. XXVIII, Ex persona Hierusalem devastatae universali Ecclesiae) viene conservata tra le epistole ante summum pontificatum, determinando piuttosto una presa di posizione che un ordine di conquista.

#### Il declino dell'autorità imperiale e la morte di Ottone III
La presenza semistabile della massima autorità politica occidentale in una città come Roma, abituata da più di un secolo e mezzo a governarsi in modo del tutto indipendente, cominciò a risultare scomoda per l'aristocrazia romana. Quest'ultima e il popolino non si rivoltarono alla prima assenza dell'imperatore, avvenuta nella prima metà del 1000 a causa di alcune pendenze politico-militari con Boleslao Chrobry di Polonia. I rapporti si deteriorarono tra l'agosto del 1000, quando Ottone rientrò a Roma risparmiando, d'accordo con Silvestro II, la città di Tivoli, nemica acerrima di Roma, e gli inizi del 1001.
Il 16 febbraio di quell'anno la popolazione e la nobiltà romane si rivoltarono contro l'imperatore costringendolo, insieme a papa Silvestro, a riparare a Ravenna, città fedele agli Ottoni, ove celebrò la Pasqua. Ottone guidò senza successo due spedizioni per riavere il controllo della città, entrambe destinate a fallire: la seconda perché il ventiduenne Ottone morì a Castel Paterno, località laziale presso Faleria in provincia di Viterbo, il 23 gennaio del 1002, stroncato da febbri maligne o forse da veleno.

#### Gli ultimi mesi, la morte e l'epitaffio di Sergio IV
Silvestro, ormai solo e senza più alcun sostegno temporale, ritornò a Roma poco dopo la morte di Ottone, dovendo sottomettersi alla potente famiglia dei Crescenzi, guidata da Giovanni Crescenzi III († 1012). Silvestro, ormai incapace di condurre un'audace politica ecclesiastica e politica, morì poco più di un anno dopo: il 3 maggio 1003, mentre celebrava la Messa a Santa Croce in Gerusalemme, fu colpito da un malore, che lo portò rapidamente alla tomba il 12 maggio. Fu sepolto a San Giovanni in Laterano, e un epitaffio realizzato da Sergio IV ne ricorda così la figura:
(Traduzione è di Oldoni; il testo latino è ricavato da Vita Operaque, coll. 59-60)

### La ricognizione del cadavere

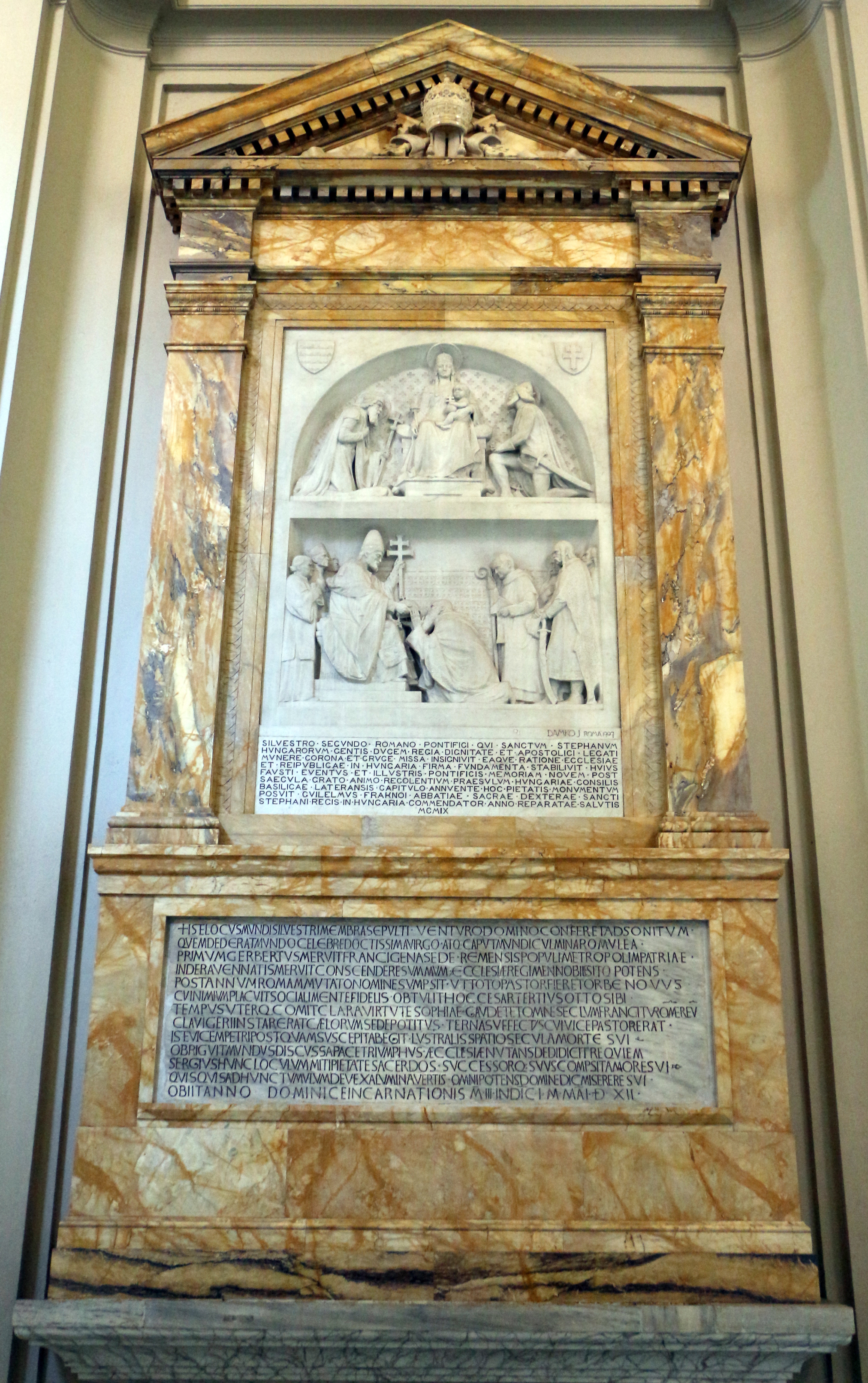
Monumento a Silvestro II

Nel 1648, per volere di papa Innocenzo X, la sua tomba venne aperta, ma il corpo, trovato ancora intatto, vestito dei paramenti pontificali, le braccia incrociate sul petto e sul capo la tiara, appena esposto all'aria, si mutò in polvere. Così riporta il canonico Cesare Rasponi:
(Oldoni)

## L'intellettuale e le opere

### Gerberto «scienziato»

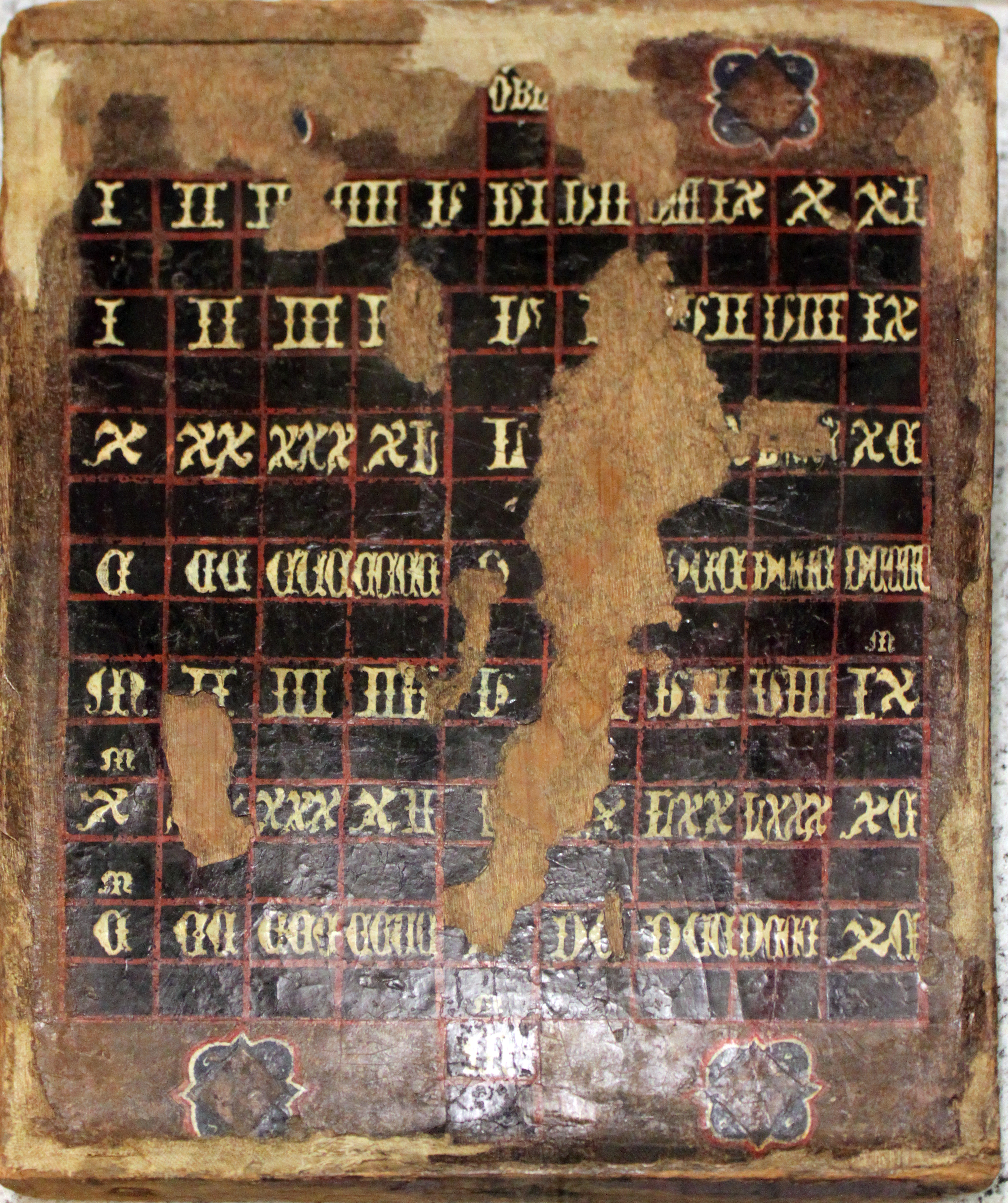
Un esempio di abaco, datato intorno al 1340. I calcoli medievali dell'aritmetica aumentarono la velocità di misurazione attraverso le colonne e le prove. Quest'abaco è un esempio di quelli usati per l'insegnamento da Gerberto di Aurillac e da Bernellino di Parigi (morto nel 1003).

Gerberto fu una figura di massima importanza come religioso, politico e scienziato, che non poté essere ignorata dai suoi successori al soglio pontificio. Considerato il massimo esponente intellettuale del X secolo e uno dei più importanti del Medioevo, poliedrico e profondo conoscitore delle arti del trivio e del quadrivio, Gerberto introdusse in Occidente, grazie al contatto con la più avanzata cultura islamica, l'uso dell'orologio, di una sirena funzionante a vapore acqueo, e fu inventore di complicati strumenti musicali e astronomici, fra i quali l'organo a vapore, la clessidra ad acqua e sabbia, l'orologio notturno. Tutte invenzioni che utilizzò a Reims per la didattica nella scuola cattedrale. Per esempio, Gerberto aveva costruito un complesso sistema di sfere celesti volte a far calcolare le distanze che intercorrevano fra i pianeti e, sempre in ambito astronomico, chiese in una lettera del 984 a Lupito di Barcellona la traduzione di un trattato arabo di astronomia, le Sententiae Astrolabii. Sempre a Reims fece costruire un organo idraulico che eccelleva su tutti gli strumenti precedentemente noti, nel quale l'aria doveva essere pompata manualmente, e che nel XVI secolo era visibile ancora a Ravenna. Nel campo della matematica, a lungo si è attribuita a Gerberto l'introduzione dei numeri arabi in Europa, merito di difficile attribuzione: sicuramente il giovane aquitano li conobbe alla scuola di Hatto a Vich, ma nulla autorizza a pensare che le abbia poi fatte conoscere nel vecchio continente. Di sicuro, Gerberto ebbe il grande merito di contribuire agli studi sull'astrolabio perfezionando a Bobbio l'astrolabio sferico e di reintrodurre l'abaco in Europa, di cui, secondo una cronaca antica, avrebbe appreso l'uso dagli Arabi.

### Il pensiero
L'intelligenza "pratica" di Gerberto era, ovviamente, sostenuta da una profondissima conoscenza dell'insegnamento degli antichi filosofi greci e latini. L'attività scientifica di Gerberto, però, non si limita soltanto alla dimensione pratica della conoscenza: molte delle sue cognizioni matematiche e astronomiche, secondo cui i numeri costituiscono fra di loro un movimento armonico dall'estensione universale, sono frutto della filosofia di Severino Boezio. Durante la sua permanenza a Reims, come ci ricorda il fedele allievo Richerio, Gerberto spiegò e commentò numerosi autori non conosciuti in Occidente, o la cui conoscenza era limitata:
(Richerio, III, 47.)
Tra le opere e gli autori spiegati alla scuola di Reims, figurano le Categorie aristoteliche, conosciute limitatamente nell'Europa medievale, e che invece erano state raccolte e commentate nella loro completezza dai dotti islamici o che erano custodite nelle aree grecizzate del Mezzogiorno italiano. Proprio in quegli anni Giovanni di Gorze, monaco lorenese deceduto nel 976, era riuscito a riportare nel cuore dell'Europa dei manoscritti greci contenenti le Categorie: è molto facile che Gerberto sia entrato in contatto con questi codici.
Dalla disputa che Gerberto tenne nei confronti di Otrico a Ravenna, nel Natale del 981 davanti all'intera corte imperiale, si denota invece quanto l'aquinate conoscesse profondamente sia Aristotele, quanto sant'Agostino (e quindi tutta la derivazione neoplatonica di fondo). Partendo dal concetto di "utilizzo della ragione" Gerberto, a differenza di Otrico, si spinse oltre Aristotele, affermando che l'uomo, essere razionale per eccellenza, può utilizzare tale facoltà secondo le necessità: e qui entra in gioco Agostino d'Ippona che, nel De ordine, afferma: «Namque illud quod in nobis est rationale, id est quod ratione utitur». Essendo questo predicato agostiniano non universale quanto quello aristotelico, Gerberto opera una divisione tra le sostanze sovrasensibili, incorruttibili ed eterne, ove l'uso della ragione è sempre in atto; e quelle sensibili, soggette alla corruzione e tra le quali c'è anche l'anima umana. Dal momento che le sostanze sensibili esulano dal necessario utilizzo della ragione, Gerberto conclude dicendo che l'uomo si può servire della ragione, facoltà presente in sé stesso in potenza, in atto quando lo ritiene necessario.

### Gli scritti
Gerberto scrisse una serie di opere, che trattavano principalmente questioni di filosofia e le materie del quadrivio. Di lui restano parecchie lettere, una Vita di Sant'Adalberto, vescovo di Praga, che però si tende a ritenere spuria, e alcune opere di matematica. Gli scritti di Gerberto furono stampati nel volume 139 della Patrologia Latina.

### Scritti matematici
- Libellus de numerorum divisione;
- De geometria;
- Epistola ad Adelbodum;
- De sphaerae constructione;
- Libellus de rationali et ratione uti;
- Regula de abaco computi;
- Liber abaci;
- De commensuralitate fistularum et monocordi cur non conveniant[94].

### Scritti ecclesiastici
- Sermo de informatione episcoporum;
- De corpore et sanguine Domini;
- Selecta e conciliis Basolensi, Remensi, Mosomensi, etc.

### Lettere
- Epistolae ante summum pontificatum scriptae;
  - 218 lettere, che includono missive all'imperatore, al papa e vescovi vari.
- Epistolae et decreta pontificia;
  - 15 lettere a vari vescovi, fra cui Arnolfo, e abati, e una lettera a Stefano I d'Ungheria[95];
  - una lettera -di dubbia attribuzione- a Ottone III;
  - 5 brevi poesie.

### Altro
- Acta concilii Remensis ad S. Basolum;
- Leonis legati epistola ad Hugonem et Robertum reges.

## Gerberto nella memoria dei posteri

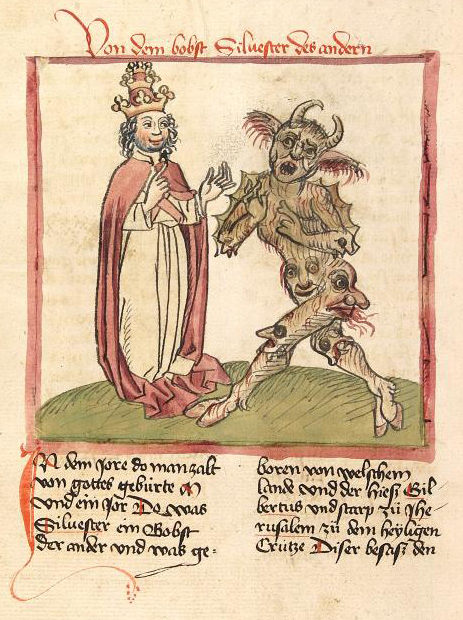
Martino Polono, Papa Silvestro II e il Diavolo, illustrazione dal Martini Oppaviensis Chronicon pontificum et imperatorum (Cod. Pal. germ. 137, Folio 216v), 1460 ca.

### La leggenda nera di Gerberto

#### IGesta Romanae Ecclesiae contra Hildebrandum
Come si è accennato nel paragrafo riguardante l'educazione spagnola, alcuni suoi contemporanei cominciarono a ritenere che Gerberto d'Aurillac fosse un mago, uno stregone dotato di poteri magici avuti in base al contratto con il demonio. L'immagine del "papa mago" che ne è sorta si deve all'opera dello pseudocardinale Benone (XI secolo), fautore di Enrico IV di Svevia e dell'antipapa Clemente III. Benone scrisse, contro Gregorio VII, i Gesta Romanae Ecclesiae contra Hildebrandum, in cui si propose di individuare i "maestri diabolici" di Ildebrando (nome secolare di Gregorio VII), risalendo, attraverso Gregorio VI e Benedetto IX, fino a Silvestro II, visto come il capostipite di questi pontefici diabolici e praticanti la magia. 

#### Dal Basso Medioevo alla Riforma
Sulla scia di questa letteratura calunniosa, si diffuse una ricca produzione tutta incentrata sulle arti magiche e la bassa moralità del pontefice francese: già sul finire dell'XII secolo Ugo di Savigny affermò che Gerberto fosse stato espulso dal suo monastero di gioventù per quibusdam praestigiis, cioè per alcuni giochi di prestigio, e finendo in Spagna dove diventò un negromante. 

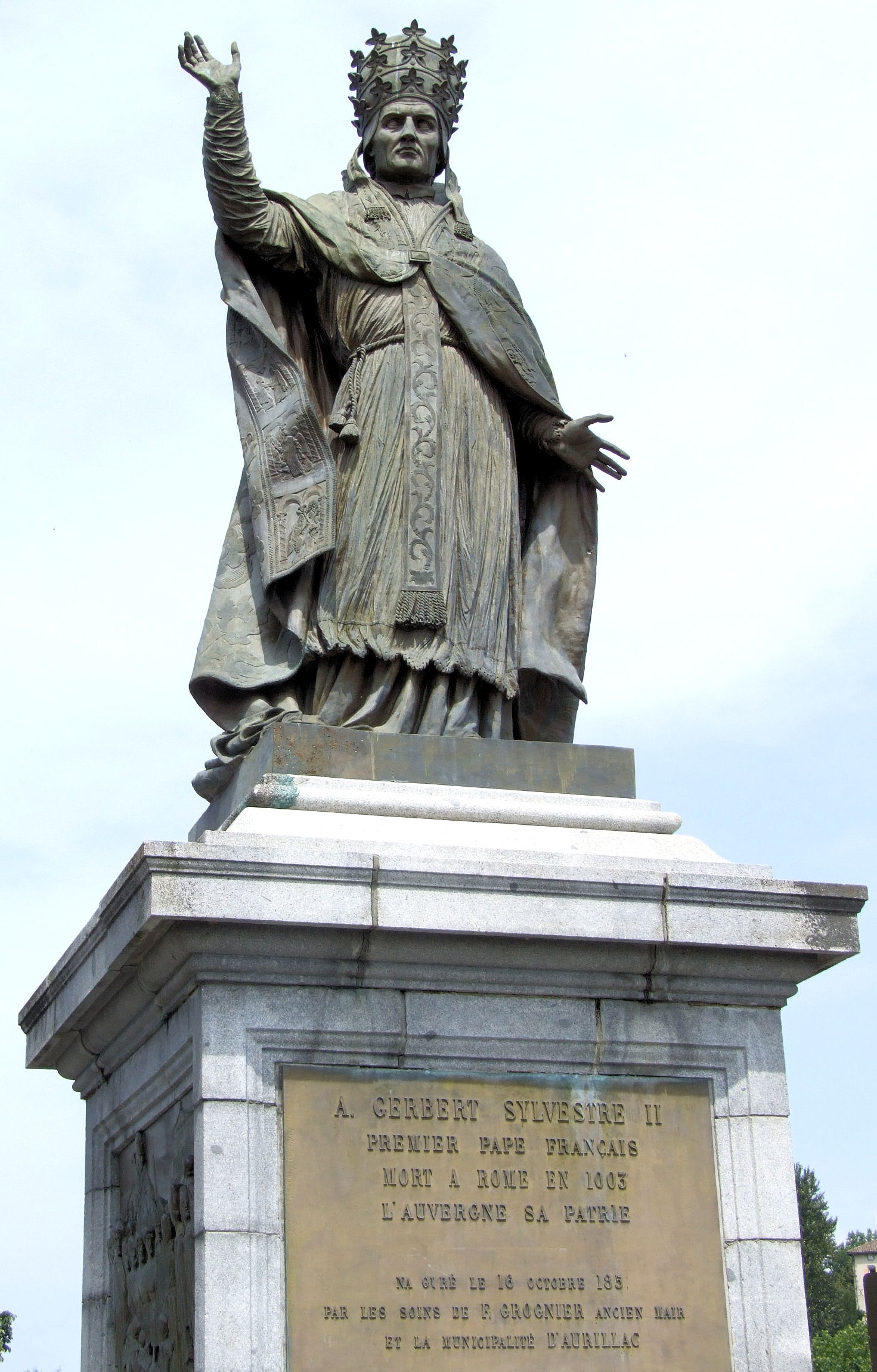
David d'Angers, Monumento a papa Gerbert, Aurillac

A fianco di Ugo di Savigny, i contemporanei Sigebert di Gembloux e Vincenzo di Beauvais intensificarono con i loro scritti l'immagine propugnata da Benone. Guglielmo di Malmesbury, cronachista inglese del XII secolo autore dei Gesta regum anglorum, incalzò la dose narrando che il giovane Gerberto si fosse fatta amante una musulmana figlia di un mago, possessore di un libro di magie. Nel corso di una notte, grazie all'aiuto della donna stessa, Gerberto riuscì a rubare il libro ma, scoperto, si diede alla fuga chiedendo la protezione del demonio, il quale, palesandosi o sotto forma di donna (conosciuta col nome di Meridiana), o sotto quella di un golem, gli rivelò, attraverso le tre lettere R, le sedi episcopali che avrebbe occupato (Reims, Ravenna, Roma) e la data della sua morte. Non c'è da stupirsi che, nel XV secolo, l'aggiunta della breve biografia al Liber Pontificalis sia intrisa di queste leggende nate a posteriori, adottate anche da Martino Polono e dal Platina nelle sue Vite de' Papi. Comunque, la libellistica antipapale contro Gerberto e il papato in generale prodotta nel Medioevo confluì poi nelle Centurie di Magdeburgo, sommo elaborato storico curato dal luterano Mattia Flacio Illirico.

### La piena rivalutazione
La prima grande opera che confutò questa serie di leggende medievali fu l'imponente storia della Chiesa del cardinale Cesare Baronio, gli Annales Ecclesiastici, scritti in opposizione alle Centurie. Nel volume 16, infatti, il porporato analizza punto per punto le critiche più feroci (la vendita dell'anima al diavolo, la creazione del golem) ridicolizzandole e accusando Benone di essere stato mosso da spirito partigiano, e non da una seria volontà di ricostruzione storica.
Silvestro II, dopo secoli in cui fu visto sotto le tinte più fosche, ritrovò così un notevole interesse da parte non solo della gerarchia ecclesiastica, ma anche degli stessi suoi concittadini di Aurillac. Costoro, come riporta dettagliatamente il Moroni, nel 1841 dedicarono la piazza centrale a Silvestro II, luogo che verrà poi ornato di una statua, opera di David d'Angers, inaugurata il 16 ottobre 1851. Ai costi per la realizzazione non parteciparono soltanto i cittadini e le autorità locali, ma anche buona parte del clero francese e gli stessi papi Gregorio XVI e Pio IX.

### Nella letteratura
- Ne Il maestro e Margherita di Michail Bulgakov si fa riferimento a Silvestro II come al "negromante Gerbert d'Aurillac", in riferimento a dei manoscritti originali del decimo secolo, dello stesso Gerbert, che sarebbero stati scoperti nella Biblioteca di Stato a Mosca. Woland afferma di essere l'unico specialista del mondo in grado di decifrarli.[104]
- Lo studioso, teologo e alchimista Gerberto d'Aurillac viene citato dallo scrittore francese Anatole France in uno dei suoi più noti romanzi, "La rivolta degli angeli".[105]

## Canonizzazioni
Sotto il pontificato di Silvestro II, fu canonizzato il vescovo di Praga Adalberto, martirizzato dai Prussiani mentre operava come missionario nell'Europa orientale. Non si conosce esattamente la data della canonizzazione, ma la sua memoria, nella Chiesa cattolica, è ricordata il 23 aprile.

## Cardinali
La figura del cardinale, inteso come ecclesiastico diretto collaboratore del vescovo di Roma in varie tipologie di mansioni, era una figura già antica all'interno della sede romana. Soltanto però con la riforma gregoriana, e più precisamente sotto il pontificato di Niccolò II (1059-1061), i cardinali vescovi assunsero grande influenza nella struttura gerarchica della Chiesa, perché gli unici che potevano procedere a una regolare elezione papale.
All'altezza del pontificato di Silvestro II, come riporta Salvador Miranda, l'ufficio di cardinale riguardava più un'onorificenza che un titolo vero e proprio. Ruolo a parte, sotto il pontificato di Gerberto sono riportati tre cardinali che, come sottolinea ancora Miranda, vengono riportati in quanto vengono citati dai documenti pontifici per la prima volta, per cui si può ipotizzare che il pontefice li abbia elevati a tale rango:
- anno 1000
  - Fasano, cardinale presbitero di San Pietro in Vincoli, futuro Giovanni XVIII (1003-1009).
- anno 1001
  - Teofilatto dei conti di Tuscolo, cardinale vescovo di Porto, futuro Benedetto VIII (1012-1024).
  - Federico di Sassonia, cardinale (non riportato il titolo), morto nell'anno 1004.

## Successione apostolica
La successione apostolica è:
- Arcivescovo Domonkos I di Esztergom (1000)
- Vescovo Asztrik di Kalocsa (1000)

### Esplicative
1. ↑  La mancanza di documenti precisi relativi alla data di nascita di Gerberto è indice dell'umile stato della famiglia da cui proveniva. Si può ricavare la metà del secolo come data di nascita sulla base di quanto dichiara Oldoni: «nel 970 parte da Aurillac "adulescens", cioè fra i quattordici e i vent'anni».
2. ↑  Alcune fonti antiche indicano erroneamente Gerberto come allievo del monastero di Fleury, forse a causa di una storpiatura di Aureliacensis ("di Aurillac") in Aurelianensis ("di Orléans", la diocesi a cui appartiene l'abbazia di Fleury, ben più famosa di Aurillac). Su questo problema si veda G. Spinelli, Silvestro II, papa benedettino? in Nuvolone, pp. 435-452.
3. ↑  Il primissimo nemico di Silvestro II fu il cardinale tedesco Benone che, nel suo Gesta Romanae Ecclesiae contra Hildebrandum, libello scritto in favore di Enrico IV contro Gregorio VII decenni dopo la morte di Gerberto, intravedeva in Silvestro II il capostipite dei papi maghi della Sede Romana. Si veda, per approfondire la questione di Silvestro come "papa mago", Materni, p. 4, nota 7. Un'accusa simile fu rivolta successivamente ad un altro papa che aveva avuto interessi scientifici, Giovanni XXI; si veda Kitchin, p. 47 n. 7.
4. 1 2  Lattin, p. 7. I monaci di Bobbio, che inizialmente seguivano la regola irlandese di san Colombano, probabilmente adottarono la regola benedettina intorno all'VIII secolo; si veda  Valeria Polonio, Il monastero di San Colombano di Bobbio dalla fondazione all'epoca carolingia, Genova, Palatio archiepiscopali Ianuense, 1962,  p. 80.
5. ↑  Heath, p. 366.
 Il greco era una lingua poco conosciuta nell'Europa occidentale del X-XI secolo, ma la conoscenza di questa lingua da parte di Gerberto sembra confermata dall'impiego di vari termini greci nel trattato geometrico (Kitchin, p. 49). Di diverso avviso Allen, p. 634.
6. ↑  La difficile situazione che Gerberto dovette affrontare al suo arrivo a Bobbio è testimoniata da alcune sue lettere: si vedano in particolare le lettere 9-13 nella raccolta Lattin, e la lettera 18 in cui lamentava ad Ottone le accuse che gli rivolgevano i suoi detrattori.
7. ↑  Non tutti i vescovi partecipanti, però, ritennero che il concilio potesse far decadere un vescovo senza l'autorizzazione papale: tra questi anche Abbone di Fleury e Romulfo di Sens; cfr. Allen, pp. 651-652.
8. ↑  Come emerge dalla lettera che il pontefice invia ad Erluino vescovo di Cambrai (Gregorii acta, Ep. II, col. 905), Gerberto è definito come invasorem, mentre Arnolfo quale archipraesulem.
9. ↑  Da come si deduce in Miranda Gerberto, durante la permanenza a Pavia presso la reggente Teofano, ottenne la di lei fiducia, educando il giovane Ottone in Germania prima del suo ritorno a Reims.
10. ↑  Sestan-Bosisio, p. 245. Nella didascalia di una miniatura riportata dalla Cronaca di Santa Sofia di Benevento, si vede il giovane Ottone III su un cocchio trainato da cavalli, secondo il costume degli antichi imperatori romani. Difatti, come riporta tale didascalia: 
«Questa miniatura, raffigurante Ottone III sul carro trionfale al modo degli imperatori romani, si riferisce esplicitamente al culto dell'antica Roma e all'aspirazione di rinnovarne i fasti, che ispirarono la breve attività di governo del giovane imperatore.»
11. ↑  Si vedano ad esempio le lettere 256 e 257 nella raccolta Lattin (= I, II Omont), in cui Silvestro invita il doge di Venezia Pietro II Orseolo e il patriarca di Grado Vitale a convocare sinodi locali.
12. ↑  L'abbazia di Gandersheim era situata al confine tra le due diocesi; a seguito di una visita di Bernoardo all'abbazia di cui si lamentò la badessa Sofia, sorella di Ottone III, Villigiso ne rivendicò la giurisdizione. La questione fu trattata in vari sinodi, ma fu risolta solo nel 1007 (Allen, p. 659).
13. ↑  La lettera risale al 984 circa, ma si è anche supposto che sia stata composta in seguito alla morte di Gerberto, ad esempio da papa Sergio IV o già in epoca di crociate; si veda G. Ligato, L'appello di Silvestro II per Gerusalemme in Nuvolone, pp. 127-172.
14. ↑  Ottone, per amore dell'Italia, era pressoché intenzionato a stabilire la capitale dell'Impero da Aquisgrana a Roma, con grande disappunto dei suoi compatrioti tedeschi e dei romani, amanti della libertà ed estranei al suo progetto di renovatio imperii. Si veda Gregorovius, p. 127.
15. ↑  In realtà sembra che l'"orologio" che inventò fosse una sorta di astrolabio o una meridiana: così Bubner, p. 117 nota 11; p. 382 nota 30. La notizia sembra derivare dalla cronaca di Tietmaro di Merseburgo, p. 392, che parla di oralogium («...et cum eo diu conversatus in Magadaburg oralogium fecit...») costruito a Magdeburgo.
16. ↑  Testimonianza di Raoul de Longchamp, citata in Rendina, p. 354. Lo stesso Guglielmo racconta altri episodi, secondo cui Gerberto, grazie ai poteri demoniaci, avrebbe scoperto un tesoro aureo risalente ad Ottaviano e avrebbe fabbricato una testa in grado di rispondere - solo con "sì" o "no" - alle sue domande. Sulle storie riferite da Guglielmo e da altri autori medievali, si vedano Allen, pp. 663-668; (EN) E.R. Truitt, Medieval Robots (XML), Philadelphia, PA, University of Pennsylvania Press, 2015,  pp. 71-88. (EN) Elly Truitt, Celestial Divination and Arabic Science in Twelfth Century England: The History of Gerbert of Aurillac’s Talking Head, in Journal of the History of Ideas, vol. 73, n. 2, 2012,  pp. 201-222.
17. ↑  Per un veloce inquadramento delle origini e dello sviluppo dell'istituzione cardinalizia, si veda Potestà-Vian, pp. 182-183. Per maggiori dettagli, invece, ancora buono l'articolo di Sägmüller sulla Catholic Encyclopedia (1913) e, più recente, l'introduzione di Miranda, General list of Cardinals 11th Century in cui spiega la differenza tra i cardinali citati prima del pontificato di Niccolò II, e quelli successivi.

### Riferimenti
1. ↑  La lezione, per l'esattezza, è trasmessa dal codice Vaticano Latino 3764, chiamato manoscritto della Cava (abbreviato cav.). Si veda: Liber Pontificalis, p. XVII dell'introduzione; per la voce su Silvestro II: Liber Pontificalis, p. 263, cav.
2. 1 2  Kitchin, p. 46.
3. 1 2 3 4 5 6 7 8 9 10 11 12 13 14 15 16 17 18 19 20  Oldoni.
4. ↑  Richerio, III, 43 (= PL 138, 101) lo definisce «Aquitanus genere».
5. ↑  Rendina, p. 352.
6. 1 2  Richerio, III, 43 (= PL 138, 101).
7. ↑  (EN) Horace K. Mann, The lives of the popes in the early middle ages, vol. 5, Londra, K. Paul, Trench, Trübner, & co., ltd., 1910,  pp. 8-10.
8. ↑  Oldoni: «Da oblato (ragazzo offerto al monastero) Gerberto conduce il proprio apprendistato di monaco dell'Ordine benedettino.»
9. 1 2  Miranda.
10. ↑  Richerio, III, 43 (= PL 138, 101) lo definisce dux, ad indicarne l'importanza.
11. 1 2  Focillon, p. 129 e segg.
12. 1 2  Moroni, p. 123.
13. 1 2 3 4 5 6  Rendina, p. 353.
14. ↑  Oldoni:
«Gerberto rimane dunque presso Giovanni XIII, pronto ad entrare alla corte degli Ottoni, dov'egli diventa giovane maestro del sedicenne Ottone II.»
15. ↑  Richerio, III, 45 (= PL 138, 102).
16. 1 2  Kitchin, p. 47.
17. ↑  Oldoni:

«Nel 980 a Pavia Adalberone e Gerberto incontrano Ottone II: scendendo in battello lungo il Po la nobile comitiva si porta a Ravenna; è il Natale del 980. A Ravenna, al cospetto dell'imperatore e di tutta la corte Gerberto si misura in una famosa disputa filosofica con Otrico, "scholasticus" di Magdeburgo, noto per la sua dottrina. Richero, tra i presenti, registra in appunti tutta la discussione e in dieci capitoli delle Historiae (III, 55-65) dà la cronaca in diretta della vittoria di Gerberto...»
18. ↑  Allen, pp. 635-636. Alcune fonti elencano anche Fulberto, poi diventato vescovo di Chartres, tra gli alunni di Gerberto, ma questa tradizione si originò probabilmente intorno al XII secolo; su questo problema su veda (FR) Sébastien Bricout, La connaissance du De medicina de Celse au tournant du xe siècle, in Revue d'Histoire des Textes, vol. 4, 2009,  p. 297.
19. ↑  L'elenco dei testi conservati nella biblioteca dell'abbazia nel X secolo è riportato in Olleris, pp. 489-497.
20. ↑  Allen, pp. 637-638; su Petroaldo si veda in particolare la lettera 10 di Gerberto nella raccolta Lattin.
21. ↑  Nella lettera 21, Gerberto chiede consiglio a papa Giovanni XIV (l'ex vescovo di Pavia Pietro), lamentando che tutto ciò che gli rimane è il bastone pastorale e la benedizione apostolica.
22. 1 2 3 4 5  Rendina, p. 354.
23. 1 2 3  Kitchin, p. 50.
24. ↑  Lettere 56 e 64 Lattin.
25. ↑  Allen, p. 644.
26. ↑   Carolingi, su treccani.it, Dizionario di Storia, Treccani.it, 2010. URL consultato il 18 novembre 2015.
27. ↑  Lattin, pp. 7-8. Restano ancora varie lettere che testimoniano l'interesse di Gerberto per la causa di Ottone: si vedano le lettere 34, 35 (= epp. I, II in PL 137, 505-506) e dalla 38 alla 43 (= epp. XXX-XXXV in PL 139, 208-212) nella raccolta Lattin.
28. 1 2  Cognasso.
29. 1 2 3  Sestan-Bosisio, p. 249.
30. ↑  Oldoni:
«Ugo Capeto...nomina arcivescovo di Reims, nel 989, Arnolfo, bastardo del carolingio Lotario [...] il quale, tuttavia, si dimostra un difficile interlocutore e, come restituendo il voltafaccia del re Ugo nei confronti di Gerberto, adotta una linea politica che tende a richiamare in causa le rivendicazioni carolinge sulla corona contro Ugo Capeto a favore dello zio Carlo di Lorena, fratello dello scomparso re Lotario.»
31. ↑  Richerio, IV, 28 (= PL 138, 136).
32. ↑  Lattin, pp. 11-12. Sull'ipotesi, avanzata da alcuni studiosi, che l'assalto alla città fosse stato organizzato da Gerberto per screditare Arnolfo, si veda Allen, p. 649.
33. ↑  Lattin, p. 12.
34. ↑  Richerio, IV, 32 (= PL 138, 137-138).
35. ↑  Allen, p. 652 e n. 180.
36. ↑  Oldoni:
«Nel giugno 995, a Mouzon, alla presenza del legato pontificio Leone, si riprende la querelle fra Arnolfo e Gerberto, ma quest'ultimo si trova escluso dalla comunione con decreto papale.»
37. ↑  Sestan-Bosisio, p. 250.
38. ↑  Allen, p. 655.
39. ↑  Miranda: «he finally submitted to the pope...».
40. ↑  Bihlmeyer - Tuechle, p. 84.
41. 1 2  Gregorii acta, Ep. XIV, coll. 921-923.
42. ↑  Storia e Cronotassi dei Vescovi di Ravenna, p. 2.
43. ↑  Kitchin, pp. 52-53.
44. ↑  Gregorii acta, col. 922.
45. ↑  Gregorii acta, col. 923.
46. ↑  Cardella, p. 86:

«Gereberto [sic!] denominato musico [...] ottenne in seguito da Gregorio V, col favore di Ottone III Imperatore, di cui era stato precettore, nell'anno 998 l'Arcivescovado di Ravenna colla dignità cardinalizia...»
47. ↑  Battandier - Annuaire, p. 64.
48. ↑  Gregorio V.
49. 1 2  Silvestro II.
50. ↑  Oldoni: «A sessant'anni circa Gerberto è papa, eletto il 2 aprile 999.»
51. ↑  Gregorovius, p. 119.
52. ↑  Rendina, p. 354:
«Ottone III sogna in una renovatio imperii Romanorum di abbracciare il mondo in un concetto ecumenico di amore e potere, alla luce della giustizia romana. Roma è la capitale del mondo, come la Chiesa romana è la madre delle Chiese; da Roma i rappresentanti dei supremi poteri, l'imperatore e il papa, uniti in un'azione concorde, avrebbero dovuto ricondurre la pace nel mondo e guidare i popoli sulla strada di Dio.»
53. ↑  Kitchin, p. 53.
54. ↑  Gregorovius, p. 121:
«Ottone, a questa età, traeva in moda le forme pedantesche della corte greca; saltando l'abisso che il tempo aveva spalancato...cominciò a vestire col fasto usato da Diocleziano; e questa fu cosa gli attirò il biasimo dei suoi concittadini nutriti a idee di serietà.»
55. 1 2  Moroni, 124.
56. ↑  Acta pontificia Silvestri II, Ep. III, coll. 273-274.
57. 1 2 3  Rendina, p. 356.
58. 1 2  Cardini, p. 189.
59. 1 2  Gregorovius, p. 125.
60. ↑  Oldoni:
«S., intanto, sbriga con cura gli affari ecclesiastici e tutto suo è il merito d'aver condotto la questione ungherese fino al battesimo di Stefano, duca d'Ungheria, poi consacrato re nell'agosto 1001.»
61. 1 2  Acta pontificia Silvestri II, Ep. V, coll. 274-276.
62. ↑  Allen, p. 658.
63. ↑  Lattin, pp. 17-18.
64. ↑  Acta pontificIa Silvestri II, Ep. XII, coll. 283-284, indirizzata al nuovo abate Odilone di Cluny.
65. ↑  Miranda: «During his papacy he opposed simony, upheld clerical celibacy...»
66. ↑  Oldoni: «A Roma, grazie a questo pontefice conoscitore della musica, i canoni si arricchiscono di liturgie cantate in onore degli angeli e dello Spirito Santo.»
67. ↑  Allen, p. 660.
68. ↑  Epistolae - Ante Summum Pontificatum, col. 208.
69. ↑  Sestan-Bosisio, p. 246.
70. 1 2 3  Sestan-Bosisio, p. 247.
71. ↑  Gregorovius, p. 132.
72. ↑  Gregorovius, p. 133.
73. ↑  Gregorovius, p. 195.
74. 1 2  Moroni, p. 126.
75. ↑  Un'analisi ed un commento dell'iscrizione, messa a confronto con quella sulla tomba di Sergio IV, è in G. De Spirito, Silvestro II ed il Laterano in Nuvolone, pp. 727-777.
76. ↑   De basilica et patriarchio Lateranensi, Roma, 1657,  p. 76.
77. ↑  Materni, p. 3.
78. ↑  Materni, p. 9:
«La Catalogna in cui Gerberto compie il suo viaggio, politicamente dominata dalla dinastia dei conti di Barcellona...si presenta come un ambiente culturale vivace e attivo, ma soprattutto direttamente legato a quella Spagna islamica che appunto nel X secolo raggiunge l’acme della sua potenza.»
79. ↑  Abbagnano, p. 127.
80. ↑   Luca Montecchio, Gerberto d’Aurillac. Silvestro II, Graphe.it Edizioni, 29 maggio 2011, ISBN 978-88-97010-05-0. URL consultato il 30 novembre 2024.
81. ↑  L. Buffoni, C. Mangianti, F. Mangianti, De Angelis, Gerberto: un papa astronomo tra mito e storia, Osservatorio Astronomico di Brera, Milano 2002
82. 1 2 3  Zuccato, p. 193.
83. ↑  Materni, p. 45. Varie lettere di Gerberto testimoniano la sua ricerca di codici e la richiesta di copie o traduzioni di libri scientifici e non (specie latini) a vari monasteri d'Europa: su questo aspetto, che ha portato alcuni studiosi a paragonare Gerberto a Lupo di Ferrières, si veda (FR) Jean Vezin, Un Cicéron copié pour Gerbert, in Olivier Guyotjeannin e Emmanuel Poulle (a cura di), Autour de Gerbert d'Aurillac: le pape de l'an mil, Parigi, École nationale des chartes, 1996,  pp. 279-282.
84. ↑  Materni, p. 41:
«L’uso dell’organo, riservato come già nell’Antichità alle cerimonie civili, rimane invece sempre vivo a Bisanzio, e riceve un nuovo impulso dal contatto con il mondo arabo, dove la sua tecnica di costruzione, in primo luogo del tipo idraulico, era stata appresa direttamente dai testi greci.»
85. 1 2  Ambrosetti, p. 96.
86. ↑  Materni, p. 26:
«È dunque all’abaco che Gerberto deve principalmente la sua fama nel campo della matematica.»
87. ↑  Guglielmo di Malmesbury, II, 10 (p. 173 Giles). Cfr. Allen, p. 632.
88. ↑  Materni, p. 59.
89. ↑  Ambrosetti, p. 104:
«Giovanni [di Gorze], da una precedente missione diplomatica in Italia meridionale, era tornato con i manoscritti greci delle Categorie di Aristotele e dell'Isagoge di Porfirio [...] Non si può determinare con certezza se in questo scambio diplomatico siano stati trasferiti anche manoscritti da una regione all'altra, ma è del tutto plausibile.»
90. ↑  Si veda, per l'intera disputa, Abbagnano, p. 128. Oldoni, invece, la riporta al 980.
91. ↑  Agostino d'Ippona, De Ordine, Liber II, 12.35.
92. ↑  Olleris, p. XV, dove si nega anche l'attribuzione a Gerberto di una Vita dell'imperatrice Adelaide.
93. ↑  Si veda Silvestri acta, ov'è digitalizzata l'omnia del papa scienziato. Edizioni successive dei suoi scritti furono pubblicate da Olleris e Bubnov (solo le opere matematiche); edizioni recenti delle lettere gerbertiane sono in Lattin e in P. Richet e J.-P. Callu, Gerbert d'Aurillac. Correspondance, Parigi, 2008 (ed. orig. 1993). Una panoramica sulla storia delle pubblicazioni delle opere di Gerberto è in M. Huglo, Gerberto, teorico musicale, visto dall'anno 2000 in Nuvolone, pp. 219-224.
94. ↑   Michel Huglo, Gerbert d'Aurillac [Silvester II], in Grove Music Online. Sugli aspetti matematici e fisici di quest'opera, si veda  C. Sigismondi, Gerberto e la misura delle canne d'organo (PDF).
95. ↑  Studi moderni hanno determinato che la bolla con cui Silvestro avrebbe proclamato Stefano re d'Ungheria è molto probabilmente un falso, forse del XVII secolo. Su questo problema e su quello del titolo "re apostolico" di Stefano, si veda in particolare (EN) Lewis L. Kropf, Pope Sylvester II and Stephen I of Hungary, in English Historical Review, vol. 13, 1898,  pp. 290-295.
96. ↑  Per maggiori informazioni, si veda:  Zelina Zafarana, BENONE, collana Dizionario Biografico degli Italiani, vol. 8, Roma, Istituto dell'Enciclopedia Italiana, 1966, SBN RAV0018866. URL consultato il 22 novembre 2015.
97. 1 2  Graf.
98. ↑  Liber Pontificalis, p. 263, nota 3.
99. ↑  Liber Pontificalis, p. 263, Recension du XV° siècle.
100. ↑  Platina, p. 256: «Lasciato poi l'habito, e'l monasterio, e datosi tutto in potere del diavolo...».
101. ↑  Graf:

«...i così detti Centuriatori di Magdeburgo nella loro Historia ecclesiastica, e parecchi altri scrittori della Riforma, ai quali stava molto a cuore di narrar le gesta di un papa che s’era venduto al diavolo.»
102. ↑  Baronio, pp. 390-392.
103. 1 2  Moroni, p. 129.
104. ↑   Michail Bulgakov, Capitolo primo. Non parlare mai con sconosciuti, in Il Maestro e Margherita, collana ET Classici 393, traduzione di Vera Dridso, Einaudi, 1967,  p. 15, ISBN 978-88-06-17373-9.
105. ↑   Anatole France, La rivolta degli angeli, Firenze, Sansoni, 1966,  p. 286.
106. ↑  Morawski, p. 540; Taborski, p. 13.
107. ↑  Martirologio.
108. 1 2  Miranda, General list of Cardinals 11th Century.
109. ↑  (EN) Pope Sylvester II, su www.catholic-hierarchy.org.